# Maxus G10
Maxus G10 – samochód osobowy typu van klasy średniej produkowany pod chińską marką Maxus od 2014 roku.

## Historia i opis modelu

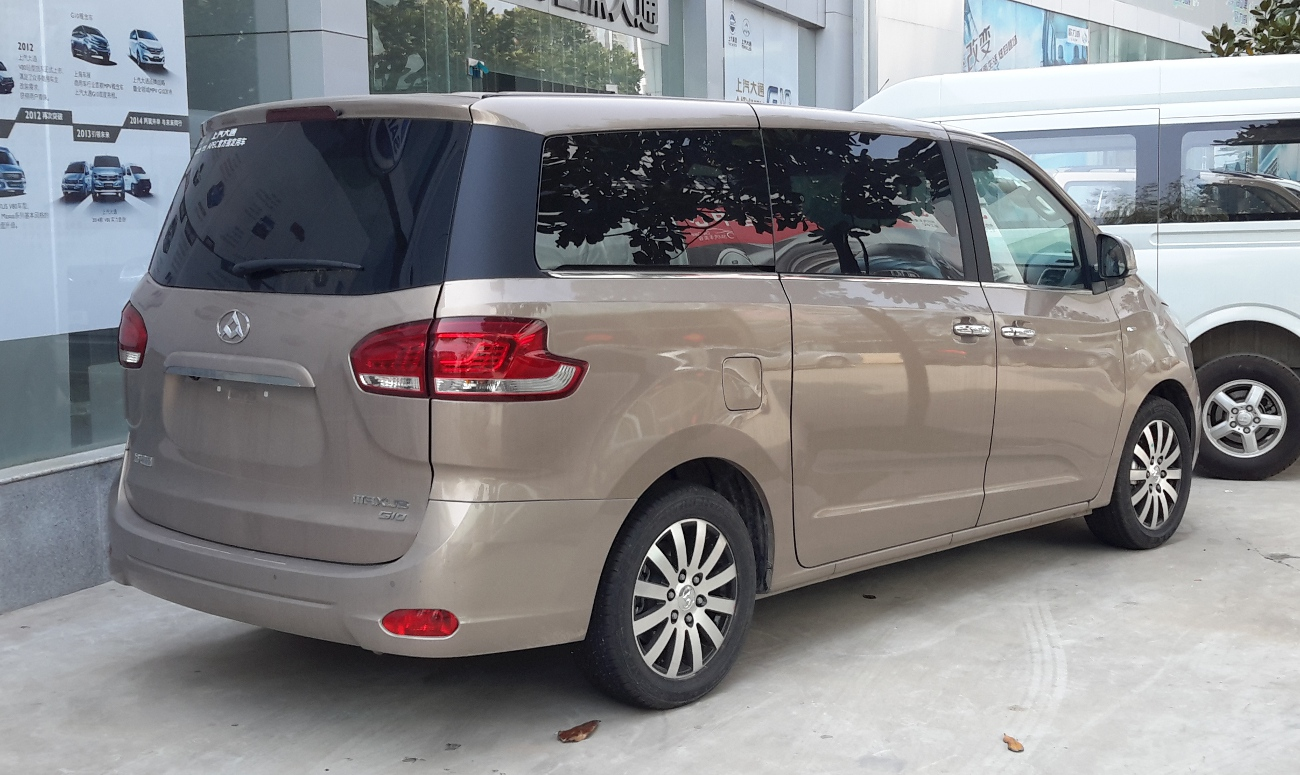
Maxus G10 - tył

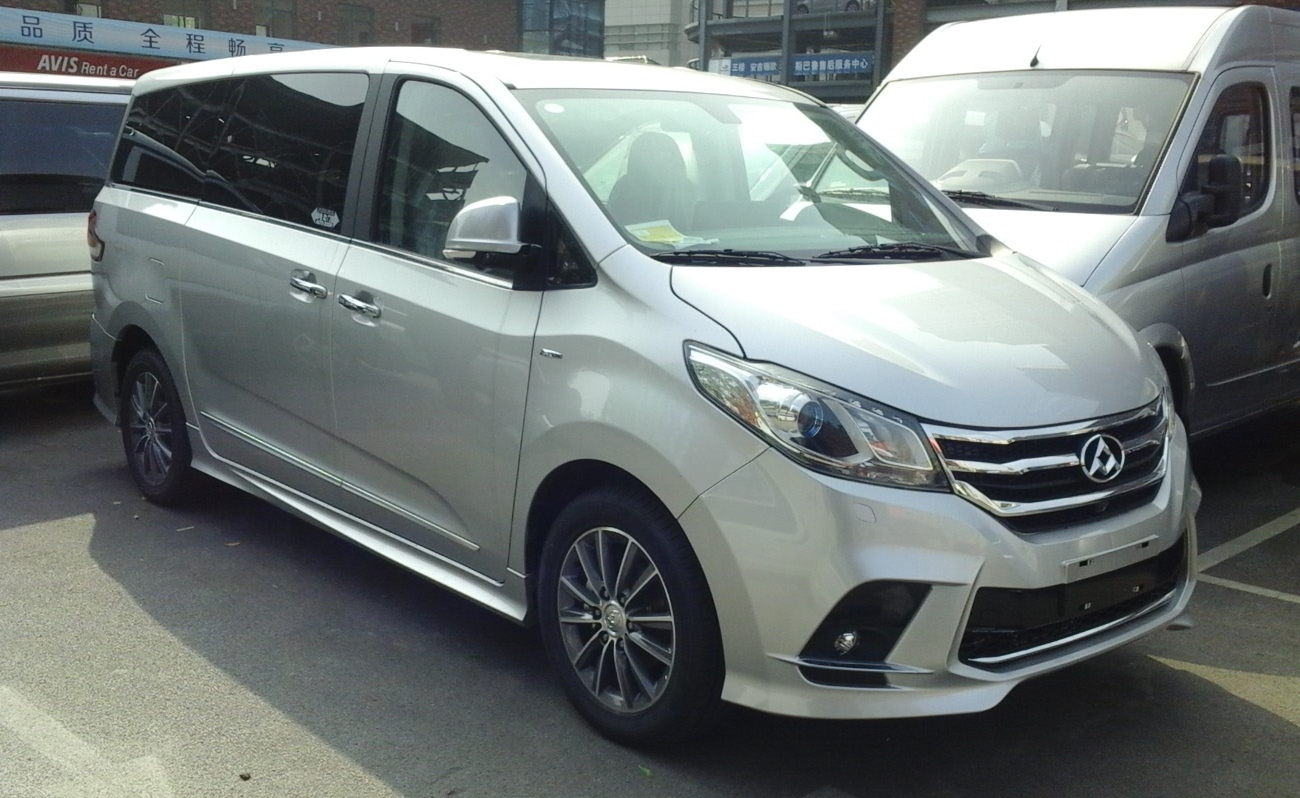
Maxus G10 po liftingu

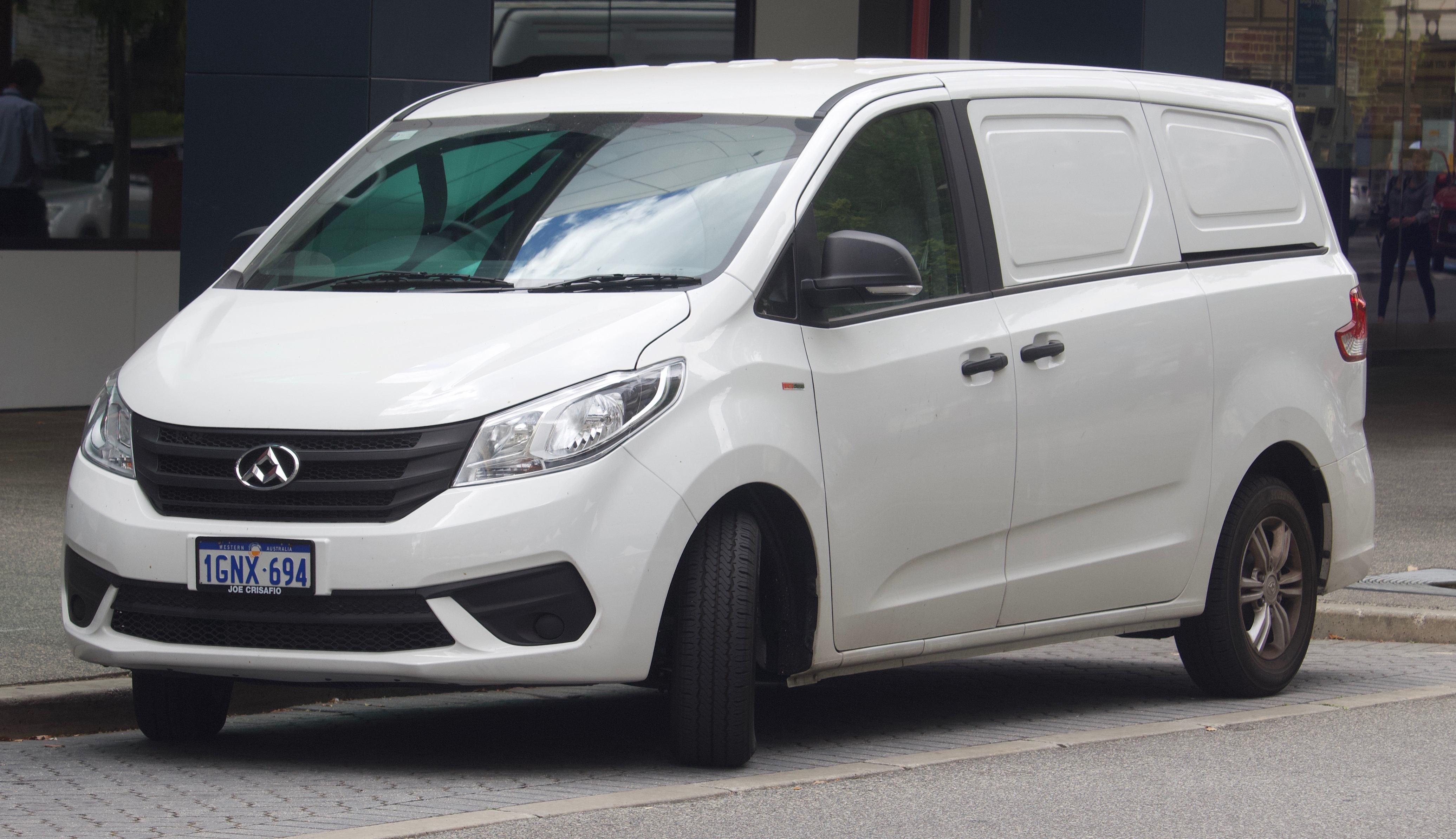
australijski LDV G10 Van

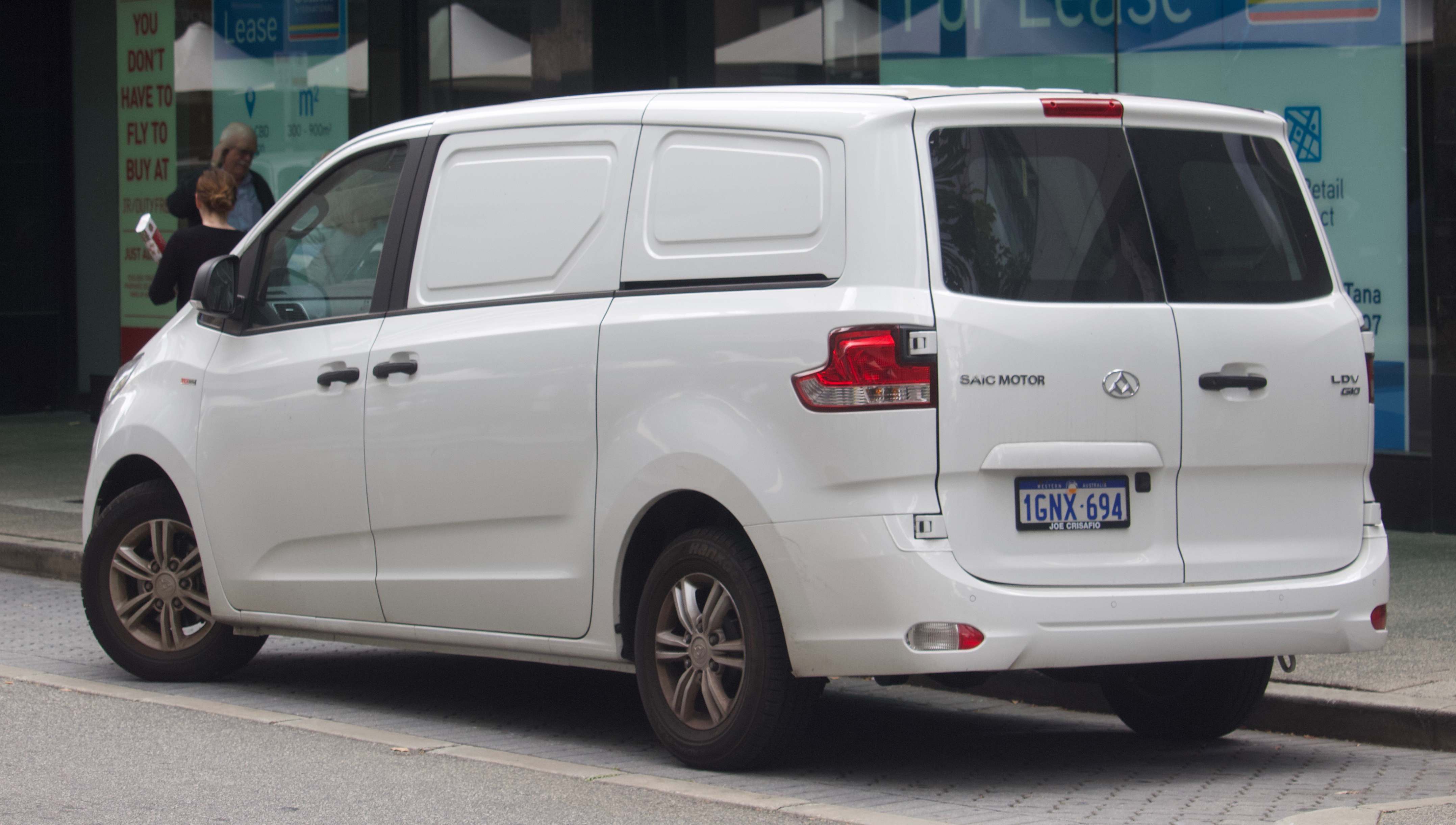
australijski LDV G10 Van - tył

Duży van G10 został przedstawiony po raz pierwszy w kwietniu 2014 roku jako drugi samochód utworzonej w 2011 roku marki Maxus, będąc jednocześnie pierwszym samochodem opracowanym od początku przez chińskiego właściciela po przejęciu masy upadłościowej brytyjskiego LDV.
Samochód zyskał foremną sylwetkę, z położoną pod dużym kątem przednią szybą i maską, a także przesuwanymi tylnymi drzwiami oraz trzema rzędami siedzeń. Drugi rząd utworzyły dwa fotele z szerokim zakresem regulacji nachylenia oparcia, z kolei trzeci rząd w przedziale bagażowym zbudowały trzy niezależne siedziska.
Flagową jednostką napędową, która utworzyła silnik Maxusa D90, był nowo opracowany turbodoładowany silnik benzynowy o pojemności 2 litrów i mocy 221 KM, współpracując z sześciobiegową przekładnią manualną lub automatyczną.

### EG10
W czerwcu 2015 roku Maxus przedstawił nowy wariant napędowy swojego dużego vana w postaci elektrycznego modelu Maxus EG10. Pod kątem wizualnym, zarówno z zewnątrz, jak i wewnątrz, pojazd nie odróżniał się od odmiany spalinowej - z wyjątkiem cyfrowego wyświetlacza wskazującego parametry jazdy i układu elektrycznego. Układ napędowy utworzył silnik elektryczny o mocy 204 KM, z kolei bateria umożliwiła przejechanie ok. 150 kilometrów na jednym ładowaniu.

### Lifting
W 2016 roku Maxus G10 przeszedł restylizację, zyskując przestylizowany wygląd przedniego oraz tylnego zderzaka, nowe wkłady reflektorów oraz odświeżoną gamę jednostek napędowych. Producent wprowadził także zmiany w kolorach nadwozia oraz wariantach wyposażenia.

### Sprzedaż
Maxus G10 został zbudowany początkowo wyłącznie z myślą o wewnętrznym rynku chińskim, trafiając tam do sprzedaży w 2014 roku i systematycznie zdobywając rosnącą popularność przez kolejne 3 lata rynkowej obecności. W czerwcu 2015 roku koncern SAIC podjął decyzję o rozpoczęciu eksportu samochodu także do Australii i Nowej Zelandii pod lepiej rozpoznawalną lokalnie marką LDV jako LDV G10. Dodatkowo, specjalnie z myślą o tym rynku opracowano odmianę dostawczą z zabudowanym przedziałem transportowym za pierwszym rzędem siedzeń i dzieloną klapą, nosząc nazwę LDV G10 Van. W 2020 roku lokalny oddział siostrzanego MG Motor przedstawił indyjską odmianę Maxusa G10 pod nazwą MG G10. Samochód nie trafił tam jednak ostatecznie do sprzedaży i pozostał jedynie pilotażowym eksperymentem.

### Silniki
- R4 2.0l T-GDI
- R4 2.4l
- R4 1.9l Multijet